# Pradera y matorral xerófilos de Etiopía
Pradera y matorral xerófilos de Etiopía, es el nombre de una ecorregión de la ecozona afrotropical, definida por WWF, que se extiende a lo largo de la costa africana del mar Rojo y el golfo de Adén de Eritrea, Etiopía, Yibuti y Somalia. Esta ecorregión se encuentra principalmente entre el nivel del mar y los 800 metros de altitud. Hay, sin embargo, muchas colinas y macizos, que van hasta los 1.300 m, así como excepcionales depresiones de fallas inducidas, como el de Danakil, que está por debajo de los 155 m bajo el nivel del mar. Esta región es extremadamente activa tectónicamente, experimentando muchos terremotos y volcanes activos intermitentemente. Las precipitaciones son muy bajas y las medias anuales varían de 100 a 200 milímetros (mm), con menor pluviosidad cuando está más de la costa. Hay muchas especies de interés, como Heteromirafra archeri, una especie de drago (Dracaena ombet), y una gran selección de ungulados del desierto, incluyendo la última población viable del asno salvaje africano (Equus africanus somalicus)

## Descripción
Es una árida ecorregión de semidesierto que ocupa 152.200 kilómetros cuadrados a lo largo de la costa africana del mar Rojo y el golfo de Adén. Comprende el extremo sur de la costa de Sudán, toda Eritrea salvo el extremo sur de la costa y el interior del norte del país, la región de Etiopía fronteriza con Yibuti y el sur de Eritrea, la totalidad de Yibuti salvo la costa norte, y la costa noroeste de Somalia. En la costa entre Eritrea y Yibuti limita con el desierto costero de Eritrea. Al sur y al oeste se encuentra la sabana arbustiva de Somalia; al este, el matorral xerófilo montano de Somalia; y al norte, la sabana de acacias del Sahel.

## Clima
El clima es muy caluroso y seco. La media de precipitación anual varía desde menos de 100 mm cerca de la costa a unos 200 mm en el interior. La media de las temperaturas mínimas oscilan entre los 21 °C a los 24 °C, y la temperatura media máxima es de alrededor de los 30 °C.

## Flora
La vida vegetal de la región necesita un mayor estudio, que se ha visto obstaculizado por las luchas políticas que han aquejado la región. La flora endémica incluye un drago (Dracaena ombet). Debido en gran parte a la inestabilidad política en la región en los últimos treinta años, muchos elementos de la fauna y flora siguen siendo muy poco conocidos. Peso a ello, existe una notable riqueza floral: se calcula que en Yibuti se han encontrado de 825 a 950 especies, aunque muchas de ellas se han hallado sólo en pequeñas zonas periféricas del bosque del macizo etíope. Estos valores extremos son parte de los bosques de Day y del macizo Mabla, situados por encima de los 1100 m en Yibuti.

## Fauna
Los mamíferos que se encuentran aquí son el último asno salvaje somalí (Equus africanus somalicus) que se encuentran en la naturaleza, en la península de Buri en Eritrea. Otros animales que pastan incluyen el beira, la gacela común, la gacela de Soemmerring, la gacela jirafa y el órice beisa. El único mamífero puramente endémico es un jerbo Gerbillus acticola. Hay una serie de hábitats secos de reptiles incluyendo las lagartijas endémicas, Hemidactylus arnoldi y Tropiocolotes tripolitanus somalicus. Las aves que se incluyen son Heteromirafra archeri.

## Amenazas y conservación
Densidad poblacional humana es normalmente inferior a diez habitantes por kilómetro cuadrado (km²). En algunas áreas, hay menos de una persona por km². Los grupos étnicos dominantes son los nómadas pastores Afars y un clan somalí, los Issas. La densidad humana, sin embargo, no cuenta para el pastoreo de animales. El estado de conservación de esta ecorregión es vulnerable, con pocas áreas protegidas y la falta de aplicación de las ya existentes. Los hábitats sin embargo, han sido degradados, principalmente por el pastoreo de ganado, así como la tala de árboles para obtener leña y la limpieza de la tierra para la siembra. La única área protegida es la Reserva Salvaje de Asnos de Mille-Serdo en Etiopía a pesar de la protección está prevista para la Península Buri y la depresión de Danakil en Eritrea. Las áreas urbanas de la región son los puertos de Massawa en Eritrea, la ciudad de Yibuti y Berbera en Somalia. Las ciudades más pequeñas incluyen la antigua capital de la región Afar, Asaita en Etiopía y puertos más pequeños a lo largo de la costa como en Tadjoura en Yibuti y Zeila en Somalia. El turismo en la región incluye el buceo en las islas Dahlak.